# From Me To You (PINK SAPPHIREのアルバム)
『From Me To You』（フロム・ミー・トゥ・ユー）は、PINK SAPPHIREの1枚目のアルバム。

## 内容
ミニ・アルバム『P.S. I LOVE YOU』から約5か月ぶりにリリースした、PINK SAPPHIRE初のフル・アルバム。ほぼ全曲が土方隆行の編曲で、11曲中3曲は自作曲。

## 収録曲
1. From Me To You（あきらめちゃダメ!）
作詞：鮎川めぐみ　作曲：松尾清憲　編曲：土方隆行
2. 抱きしめたい
作詞：安藤芳彦　作曲：鴨井学　編曲：土方隆行
3. LOVE ME DO
作詞：美遊砂　作曲：石川恵一　編曲：土方隆行
4. HELLO GOODBYE
作詞：美遊砂　作曲：宮口博行　編曲：土方隆行
5. 雨に濡れた日
作詞・作曲：鈴木孝子　編曲：土方隆行・PINK SAPPHIRE
6. Crystal Pierce
作詞・作曲：菊野晴泉・藤尾領　編曲：土方隆行・PINK SAPPHIRE
7. Alright
作詞：安藤芳彦　作曲：埜邑紀見男　編曲：土方隆行
8. STAND UP
作詞・作曲：石田美紀　編曲：土方隆行・PINK SAPPHIRE
9. Fallen Angel
作詞：塚田彩湖　作曲：西木栄二　編曲：土方隆行・PINK SAPPHIRE
10. HOLD ME
作詞：菊野晴泉　作曲：西木栄二　編曲：土方隆行・PINK SAPPHIRE
11. 愛こそすべて
作詞：三浦徳子　作曲：金田一郎　編曲：土方隆行